# Michael Welch (acteur)
Pour les articles homonymes, voir Welch.
Michael Alan Welch est un acteur américain, né le 25 juillet 1987 à Los Angeles, en Californie.

## Filmographie

### Cinéma
- 1995 : Scotch: The Beginning :
- 1995 : Scotch: The Final Trip :
- 1998 : Star Trek : Insurrection : Artim
- 2000 : Straight Right : Joey Geddes
- 2001 : Delivering Milo : Mr. Owen
- 2001 : Mickey, la magie de Noël (direct-to-video) : Pinocchio (voix)
- 2002 : The Angel Doll : Little Jerry Barlow
- 2003 : The United States of Leland : Ryan Pollard
- 2006 : All the Boys Love Mandy Lane : Emmet
- 2007 : An American Crime : Teddy
- 2007 : The Beautiful Ordinary : Stephen
- 2007 : Choose Connor : Max
- 2008 : American Son : Goldie
- 2008 : Le Jour des morts (Day of the Dead) : Trevor Bowman
- 2008 : The Coverup : Kevin Thacker
- 2008 : Twilight, chapitre I : Fascination : Mike Newton
- 2009 : My Suicide : Earl
- 2009 : The Grind : Josh
- 2009 : Lost Dream : Perry
- 2009 : Fault Line :
- 2009 : Twilight, chapitre II : Tentation : Mike Newton
- 2010 : Unrequited : Ben Jacobs
- 2010 : Twilight, chapitre III : Hésitation : Mike Newton
- 2011 : Twilight, chapitres IV : Révélation : Mike Newton
- 2011 : Born Bad (direct-to-video) : Denny
- 2012 : Twilight, chapitres V : Révélation : Mike Newton
- 2013 : Hansel & Gretel Get Baked : Hansel
- 2013 : The Demented : Howard
- 2013 : Grace Unplugged : Quentin
- 2013 : The Well : Gabriel
- 2014 : Boys of Abu Ghraib : Pits
- 2014 : The Grounds : Jack
- 2014 : Rough Hustle : Jimmy
- 2014 : A Haunting in Cawdor : Roddy
- 2014 : Until Someone Gets Hurt : Tim
- 2014 : Chasing Eagle Rock : J.R.
- 2014 : Boy Meets Girl : Robby
- 2014 : Significance : Marcus Watson

### Télévision

#### Téléfilms
- 2000 : Personally Yours
- 2000 : Recherche fiancée pour papa : Sam Stanton
- 2000 : American Adventure : Kevin
- 2001 : La Ballade de Lucy Whipple : Butte Whipple
- 2002 : Rocket Power: Race Across New Zealand (voix)
- 2016 : Un tueur parmi nous (A Killer Walks Amongst Us) : Jury
- 2017 : Le célibataire d'a côté : Donnie
- 2019 : La vie cachée de mon mari : David
- 2019 : Comme une proie dans ma maison : James Dawson

#### Séries télévisées
- 1998 : Frasier (saison 5, épisode 10 : Les bévues de Frasier) : Jeune Niles
- 1998 : Les Dessous de Veronica (saison 1, épisode 18 : Un fiancé sexy) : Aaron
- 1998 : Chicago Hope : La Vie à tout prix (saison 5, épisode 09 : Le Lama et Jésus) : Lama Topa Rinpoche
- 1998 - 1999 : Un toit pour trois : Michael Rush
  - (saison 2, épisode 12 : Un joyeux Noël)
  - (saison 2, épisode 13 : L’Enfer du jeu)
  - (saison 2, épisode 14 : La Demande en mariage)
- 1999 : Sept à la maison (saison 3, épisode 20 : Une vie de chien) : Donovan Birbeck
- 1999 : Walker, Texas Ranger (saison 7, épisodes 22 : Au sommet de l'échelle et 23 : Au nom du crime (Partie 1)) : Adam Crossland
- 1999] : The Norm Show (saison 2, épisode 02 : Norm Pimps Wiener Dog) : Jimmy
- 1999 : Jesse : Gabe
  - (saison 2, épisode 04 : Le barbecue)
  - (saison 2, épisode 10 : Chaud et froid)
- 2000 : Ladies Man (saison 1, épisode 14 : 12 Angry Kids) : Kyle
- 2000 : Shasta (saison 1, épisode 10 : Les Mille et une nuits) : Jeff
- 2000 : Le Caméléon (saison 4, épisode 16 : Projet Mirage) : Eric Gantry
- 2000 : Le Drew Carey Show (saison 6, épisode 7 : Scout Toujours) : Scout #1
- 2001 : X-Files : Aux frontières du réel (saison 8, épisode 10 : À l'Intérieur) : Trevor
- 2001 : Malcolm (saison 2, épisode 13 : Les nouveaux voisins) : Josh
- 2001 : Invisible Man (saison 2, épisode 4 : Adolescent à haut risque) : Adam Reese
- 2001 : Les Anges du bonheur (saison 8, épisode 6 : Il était une fois) : Robbie McGregor
- 2001 : Washington Police (saison 2, épisode 6 : Trafic d'armes) : Christian Gilroy
- 2001 : Amy (saison 3, épisode 8 : Le conseil des anciens) : Mike Amble
- 2001 - 2002 : Disney's tous en boîte (House of Mouse) : Pinocchio (voix)
  - (saison 1, épisode 07 : Dingo est fichu)
  - (saison 1, épisode 08 : Jiminy Cricket)
  - (saison 1, épisode 10 : L'Affaire de la lampe de Donald)
  - (saison 4, épisode 08 : L'Affaire de Noël de Pat)
- 2002 : Les Anges de la nuit (saison 1, épisode 4 : Chronos) : 14 Year Old 'Guy'
- 2002 - 2003 : Hé Arnold ! (2 épisodes) : Curly Gammelthorpe
  - (saison 5, épisode 19 : Tête de mulet)
  - (saison 5, épisode 33 : La Mariée fantôme)
- 2002 - 2009 : Les Experts :
  - (saison 3, épisode 09 : Tous coupables) : Todd Branson
  - (saison 9, épisode 20 : L'Odyssée de l'espace) : Steuben Lorenz
- 2003 : Galaxie Lloyd (saison 4, épisode 04 : At Home with the Bolts)
- 2003 : Stargate SG-1 (saison 7, épisode 3 : L'apprenti sorcier) : Young Jack O'Neill
- 2003 - 2004 : Fillmore ! :
  - (saison 1, épisode 11 : Two Wheels, Full Throttle, No Brakes) : Philsky / Cyrus / Stranger (voix)
  - (saison 2, épisode 09 : Code Name: Electric Haircut) : Wade / Kid #1 / Cockney Kid (voix)
- 2003 : Le Monde de Joan (45 épisodes) : Luke Girardi
- 2005 : FBI : Portés disparus (saison 4, épisode 2 : Un monde dangereux) : Lance
- 2005 : La Vie avant tout (saison 6, épisode 15 : Pour la cause...) : Win
- 2006 : Cold Case : Affaires classées (saison 3, épisode 8 : Prisonniers) : Daniel Potter en 1972
- 2006 : NCIS : Enquêtes spéciales (saison 3, épisode 18 : Bombe humaine) : Kody Meyers
- 2006 : Preuve à l'appui (saison 5, épisode 19 : Étrange pouvoir) : Josh Winter
- 2007 : New York, unité spéciale (saison 8, épisode 20 : Éternelle adolescente) : Scott Heston
- 2007 : Numb3rs (saison 4, épisode 3 : À toute vitesse) : Kyle Clippard
- 2007 : Les Experts : Miami (saison 6, épisode 8 : Dernières vacances) : Shane Partney
- 2008 : The Riches : Ike
  - (saison 2, épisode 4 : Les Bas-fonds de Bayou Hills)
  - (saison 2, épisode 5 : La confiance ne meurt jamais)
  - (saison 2, épisode 6 : Calme blanc)
  - (saison 2, épisode 7 : Le Roi des menteurs)
- 2010 : Glenn Martin DDS (saison 2, épisode 10 : Jackie's Get-Witch-Quick Scheme) (voix)
- 2010 : Esprits criminels (saison 6, épisode 2 : Contrainte et Forcée) : Syd Pearson
- 2011 : Bones (saison 6, épisode 17 : L’Herbe sous le pied) : Norman Hayes
- 2012 : Les Experts : Manhattan (saison 9, épisode 8 : Réussite sur ordonnance) : Billy Wharton
- 2013 : Grimm (saison 3, épisode 4 : Mourir d'amour et d'eau fraîche) : Jake Barnes
- 2014 : Paradise Lake (saison 1, épisode 01 : Paradise Cursed) : Jeff Viogetd
- 2012 : Scandal (saison 4, épisode 14) : Officier Newton (VF: Donald Reignoux)
- 2014 - 2015 : Z Nation : Mack Thomson
- 2016 : Lucifer : (Saison 1 , épisode 11 : st. Lucifer) : Kyle Erikson
- 2019 : Grey’s Anatomy : Station 19 : (Saison 2 , épisode 10) : Harold
- 2022 : Code Quantum : Ryan

## Jeu vidéo
- 1999 : Disney's Villains' Revenge : Peter Pan (voix)